# 福井市至民中学校
福井市至民中学校（ふくいし しみんちゅうがっこう）は、福井県福井市南江守町にある公立中学校。

## 沿革
- 1949年（昭和24年） - 足羽郡社村立至民中学校開校。
- 1954年（昭和29年）4月1日 - 足羽郡社村が福井市に編入合併、福井市至民中学校となる。
- 1980年（昭和55年） - 開校30周年記念式典挙行。新体育館落成。
- 1987年（昭和62年） - 二校化で社中学校と生徒を分ける。
- 2008年（平成20年） - 福井市渕4-748から福井市南江守町65-20に新築移転、福井県内の公立中学校で初めて、選考により市内校区外からの通学も認める特認校となる。
- 今は教科センター方式をとっている。

## 学校の特徴
自立　誠実　根性の意思で活動することを尊重する。

## 部活動
- バドミントン部（男・女）
- ソフトテニス部
- 卓球部（男・女）
- 剣道部
- バレー部（男・女）
- 科学情報部
- 吹奏楽部
- 美術部
- 陸上部

## 学校周辺
- 福井運動公園
- 福井県立科学技術高等学校
- 福井市社南小学校
- 福井市社中学校
- 福井県立道守高等学校

## 交通アクセス
- ハピラインふくい線・越美北線（九頭竜線） 越前花堂駅前の「越前花堂駅」、または福井鉄道福武線 ベル前駅から約250 mの「ベル食品感」より、福井交通 乗合タクシー清水山線に乗車し「南江守町」下車、約900 m。本数僅少。
- 北陸新幹線・ハピラインふくい線・えちぜん鉄道勝山永平寺線 福井駅より、京福バス 70・71系統（運動公園線）にて「種池（たないけ）郵便局前」下車、約1.8 km。うち71系統は先述の越前花堂駅から約650 mの「大町口」、またはベル前駅から約250 mの「ベル前」からも利用可能。
- ベル前駅から約150 mのショッピングシティベル営業時間中は正面側にタクシー常駐、約3 km。福井駅（西口）タクシー乗場からは約7 km。
- E8 北陸自動車道 福井ICから、主に国道158号・国道8号・福井県道182号三尾野別所線経由 約9 km。